# 学校法人谷岡学園
学校法人谷岡学園（がっこうほうじん たにおかがくえん）は、大阪府東大阪市にある日本の私立の学校法人。大阪商業大学などを運営する設置者。

## 基礎データ

### 所在地
大阪府東大阪市御厨栄町4-1-10

### 理事長
- 1970年（昭和45年） - 6月、学校法人清陵学園の理事長に谷岡太郎就任
- 1974年 - 12月、学校法人谷岡学園理事長に谷岡太郎就任
- 1976年 - 6月、学校法人内木学園の理事長に谷岡太郎就任
- 2005年（平成17年） - 4月、学校法人谷岡学園理事長に谷岡一郎就任
- 2007年 - 5月、谷岡太郎逝去

## 沿革
学園の源流は、1928年（昭和3年）に設置された実業学校の大阪城東商業学校（設立者は吉川又平。文部省告示第72号2月16日付で、設置と4月開校を認可）。初代校長は谷岡登。なお、翌1929年、設立者を田守金司に変更している（文部省告示第317号2月16日付で、設立者の変更を認可）。
1940年代前半には太平洋戦争に伴う戦時措置により、国策として商業学校は原則として工業学校へと転換されることになり、1944年に布施工業学校を併設。終戦により1945年に大阪城東商業学校に復元し、翌1946年5月、運営法人として財団法人城東文化学園が設立認可された。

### 年表
- 1946年（昭和3年） - 5月、「財団法人城東文化学園」設立認可
- 1948年 - 4月、学制改革により「城東高等学校」設置認可
- 1949年 - 3月、「大阪城東大学」設置認可（4月開学）。城東高等学校を「大阪城東大学附属高等学校」と名称変更。8月、財団法人城東文化学園を「財団法人大阪城東大学」に名称変更認可
- 1951年 - 3月、財団法人大阪城東大学を「学校法人大阪城東大学」に組織変更認可
- 1952年 - 3月、学校法人大阪城東大学を「学校法人谷岡学園」と名称変更。大阪城東大学を「大阪商業大学」に、高校を「大阪商業大学附属高等学校」と名称変更
- 1954年 - 4月、「大阪商業大学附属幼稚園」設置認可。8月、学校法人藤井寺学園との合併認可。相愛第二高等学校を「大阪商業大学附属女子高等学校」と名称変更
- 1955年 - 2月、「大阪女子短期大学」設置認可（4月、開学）。4月、附属幼稚園が開園。7月、附属女子高を「大阪女子短期大学附属高等学校」と名称変更
- 1968年 - 2月、「学校法人清陵学園」設立認可。堺経理高等学校が開校
- 1970年 - 6月、学校法人清陵学園堺経理高等学校が大阪商業大学の姉妹校となる
- 1973年 - 4月、堺経理高を「大阪商業大学附属堺高等学校」と名称変更
- 1976年 - 6月、「学校法人内木学園」の運営を引き受ける。
- 1979年 - 6月、学校法人内木学園を「学校法人中京女子大学」と名称変更
- 1988年 - 12月、「神戸芸術工科大学」設置認可
- 1989年（平成元年） - 4月、神戸芸術工科大学が開学
- 1991年 - 7月、大商大附属高を「大阪商業大学高等学校」と、大阪女子短大附属高を「大阪女子短期大学高等学校」と名称変更認可（いずれも翌1992年4月から変更）
- 1993年 - 3月、「神戸芸術工科大学大学院」設置認可（4月、開設）
- 1996年 - 12月、「大阪商業大学大学院」設置認可
- 1997年 - 4月、大商大に大学院開設
- 2008年 - 12月、学校法人清陵学園との合併認可
- 2009年 - 4月、学校法人清陵学園と合併、「大阪商業大学堺高等学校」が谷岡学園に移管
- 2010年 - 学校法人中京女子大学を「学校法人至学館」と名称変更
- 2017年 - 4月、大阪女子短期大学を学生募集停止。大阪女子短大高を「大阪緑涼高等学校」と名称変更し、男女共学化

## 現設置教育機関
- 大阪商業大学・大学院
- 大阪商業大学高等学校
- 大阪商業大学堺高等学校
- 大阪商業大学附属幼稚園
- 大阪緑涼高等学校 - 旧・大阪女子短期大学高等学校
- 神戸芸術工科大学・大学院

## 旧設置教育機関
- 大阪女子短期大学 - 旧・藤井寺学園設置校（2018年3月閉学）

## 姉妹法人
- 学校法人至学館
  - 至学館大学・大学院
  - 至学館大学短期大学部
  - 至学館高等学校
  - 至学館大学附属幼稚園
- 株式会社八戸ノ里ドライビングスクール
- 株式会社商大自動車整備工業
  - 車検のコバック 八戸ノ里店

## 労働災害訴訟
2015年、大阪緑涼高等学校の教頭に就任した男性が、2018年3月頃から帰宅が未明になることが多くなり、体調の変調を訴えるようになって、その後同月末に自殺。死亡直前の時間外労働の日数は月215時間にも及んでいた。教頭の遺族らは、校長や事務局長からの高圧的な指示や、極度の長時間労働が原因で精神障害を発症し、これらが自死要因となったとして、同高を運営する当該学園を相手取り、大阪地方裁判所に訴訟を起こした。
2019年1月、羽曳野労働基準監督署は自死した教頭は精神的不調を発症しており、自死直近1カ月の残業時間は少なくとも130時間に達していたと推計し、労災認定。
2020年1月、同地裁が和解勧告。同年8月28日、和解が成立。